# André Pierre Étienne Abrial
Pour les articles homonymes, voir Abrial.
André-Pierre-Étienne Abrial, comte et pair de France, né le 5 décembre 1783 à Paris et mort dans cette même ville le 26 décembre 1840, est un homme politique français.
Commissaire général de police à Lyon sous Napoléon Ier et distingué en cette fonction par l'empereur, il quitte Lyon en mars 1813 pour diriger la préfecture du Finistère.

## Biographie
Né du premier mariage du comte André Joseph Abrial, André Pierre Étienne entra de bonne heure dans la carrière politique. Il fut nommé successivement auditeur près le ministre de la Justice, à la section de législation, auditeur au conseil d'État le 26 frimaire an XIII, commissaire général de police à Lyon, le 12 septembre 1810, et préfet du Finistère le 12 mars 1813.
Le gouvernement de la première Restauration, qui le trouva dans cette dernière fonction, se borna à lui décerner le titre de maître des requêtes honoraire, le 29 juin 1814.
Les Cent-Jours lui rendirent la situation administrative qu'il avait perdue : il fut nommé préfet de l'Ain le 22 mars 1815, mais non installé puis préfet du Gers le 20 avril 1815. Cette circonstance ne l'empêcha point de faire adhésion, après Waterloo, à la royauté restaurée, et sa soumission lui valut, à défaut de la préfecture du Gers, la place de maître des requêtes au conseil d'État, en service extraordinaire, le 4 novembre 1818, et en service ordinaire, attaché au comité de la marine, le 12 juillet 1820.
Ce fut le 14 février 1829, qu'il succéda à son père dans la dignité héréditaire de la pairie.
Il avait porté d'abord le titre de baron de l'Empire, puis celui de vicomte, en vertu de l'ordonnance royale du 25 août 1817, réglant la hiérarchie des titres dans les familles des pairs de France. Le vicomte Abrial avait épousé Elisabeth Augustine Edmée Treilhard, fille de Jean-Baptiste Treilhard, célèbre conseiller d'État.
À la Chambre des pairs, Abrial prit part, les 21 et 22 avril 1829, à la discussion du Code pénal militaire. Il présenta, le 13 novembre 1830, le rapport de la commission chargée d'examiner le projet de loi relatif à la suppression des juges auditeurs, et le 18 février 1834 celui de la commission de la loi relative à l'augmentation de la gendarmerie et de ses attributions dans les départements de l'Ouest, toujours troublés par les restes de la chouannerie.
Abrial s'était rallié au Gouvernement de Juillet, et avait voté, en 1831, contre l'hérédité de la pairie.
Il est enterré au cimetière du Père-Lachaise (28e division).

## Fonctions
- Au conseil d'État :
  - auditeur près le ministre de la Justice et la section de législation (26 frimaire an XIII (17 décembre 1804)) ;
  - auditeur hors du conseil d’État : il conserve alors ses titres et prérogatives) et exerce ses fonctions à Venise (1806-1807) ;
  - auditeur près le ministre de la justice et la section de législation (1808-1809) ;
  - membre de la commission des pétitions (1808) ;
  - membre de la commission du contentieux (1809) ;
  - employé en service ordinaire hors sections (1810) ;
  - auditeur de première classe (1812);
  - maître des requêtes au conseil d'État (4 novembre 1818).
- Commissaire général de police à Lyon (12 septembre 1810 - 1813).
- Préfet du Finistère :
  - nommé par l'Empereur le 12 mars 1813 ;
  - en fonction à Brest le 19 avril 1813 ;
  - remplacé dans ses fonctions le 10 juin 1814 ;
  - rappelé par l’empereur durant les Cent-Jours.
- Nommé préfet de l'Ain le 22 mars 1815 (non installé).
- Préfet du Gers :
  - nommé par l'empereur le 20 avril 1815 ;
  - à son poste le 6 mai ;
  - remplacé dans ses fonctions le 9 juillet.
- Pair de France (14 février 1829).

## Titres
- Baron de l'Empire (1811)[2] ;
- 2e comte Abrial (1828).

## Distinctions
- Légion d'honneur :
  - nommé chevalier le 30 avril 1821 ;
  - promu officier le 30 mai 1837.

## Armoiries
| Figure | Blasonnement |
|        | Armes de comte-pair héréditaire D'argent au chêne terrassé de sinople, au chef d’azur chargé d’un soleil d’or., |